# Oromena
Oromena là một chi bướm đêm thuộc họ Erebidae.